# Seefrachtvertrag
Der Seefrachtvertrag ist im Seehandel ein Frachtvertrag zwischen Befrachter und Verfrachter über den Transport von Frachtgut zu einem überseeischen Bestimmungsort gegen Bezahlung der Fracht.

## Allgemeines
Der Seefrachtvertrag betrifft die Seeschifffahrt, wobei er ausschließlich für die Seefracht und nicht für die Personenbeförderung vorgesehen ist. Zu unterscheiden ist zwischen dem Chartervertrag über ein ganzes Schiff, einen Teil hiervon oder einen genau bestimmten Schiffsraum (englisch slot), dem Stückgutfrachtvertrag und dem Zeitcharter. Während der allgemeine Charter den Transport zu einem bestimmten Zeitpunkt durchführt, ist der Zeitcharter für einen größeren Zeitraum vorgesehen, während dem die gecharterten Schiffe mehrfach genutzt werden können.
Beteiligte am Seefrachtvertrag sind der Befrachter (Exporteur) oder der von ihm beauftragte Ablader, der Verfrachter und der Empfänger (Importeur). Der Verfrachter übernimmt das Frachtgut zum Transport auf einem Handelsschiff und verpflichtet sich zur Ablieferung an den Empfänger.

## Geschichte

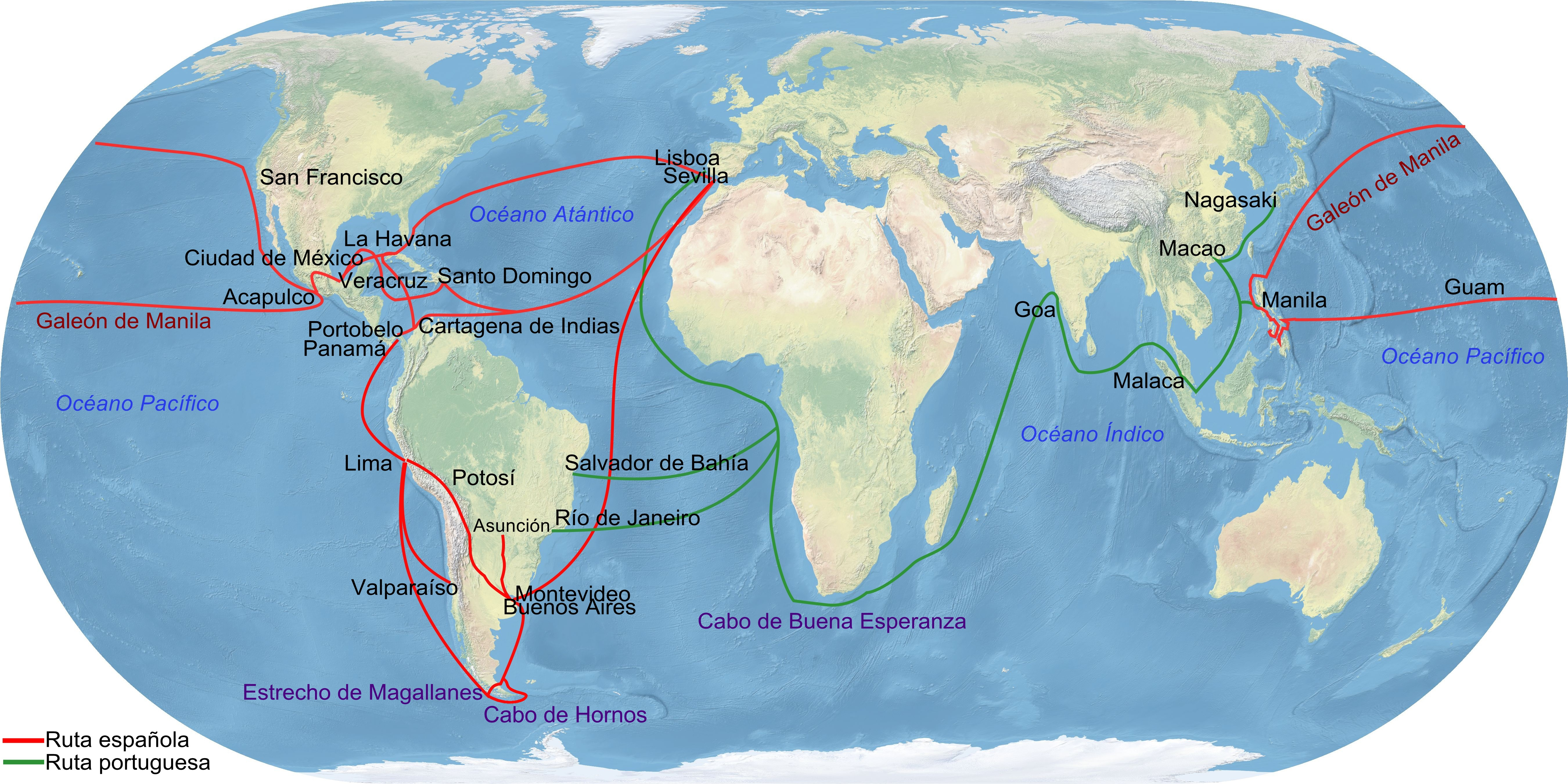
Haupthandelsrouten des spanischen und portugiesischen Kolonialreichs

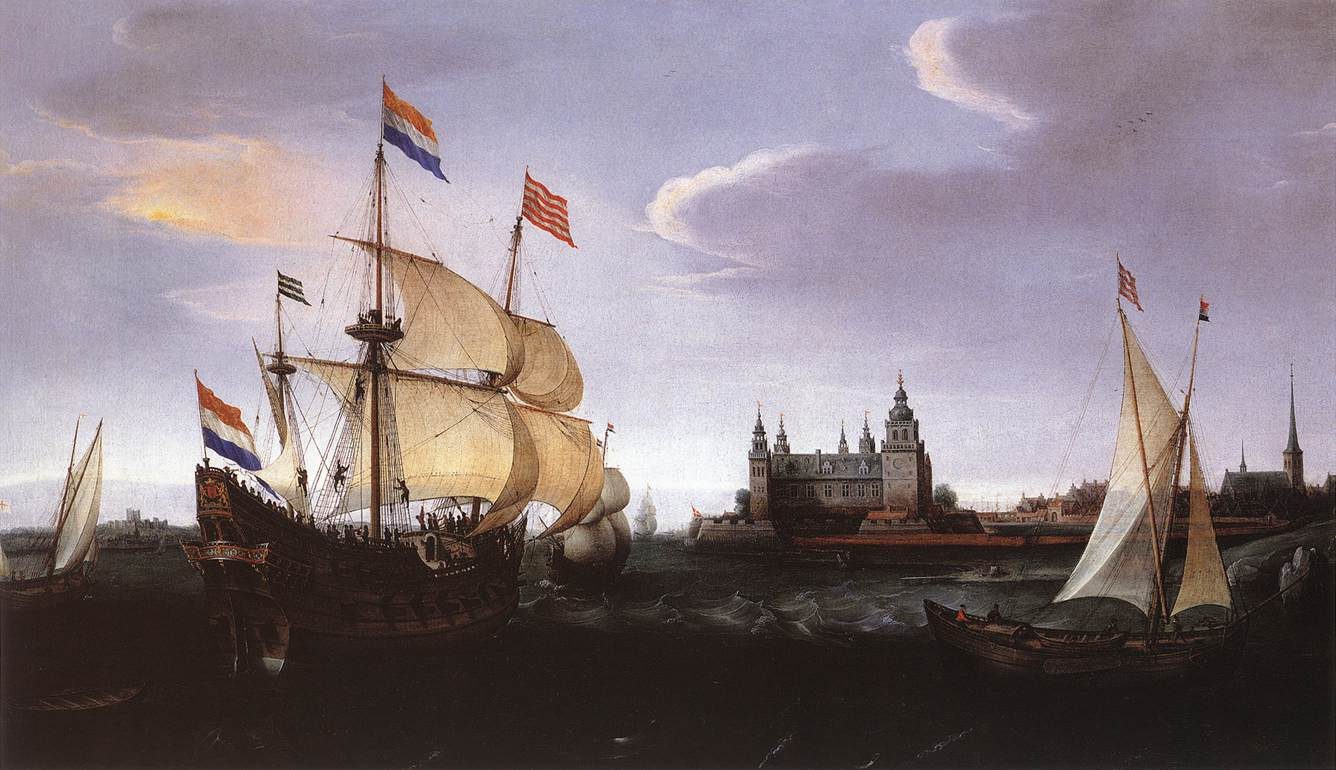
Niederländischer Dreimaster vor Schloss Kronborg in Dänemark, der Erhebungsstelle des Sundzolls

Der Ursprung des Seefrachtvertrags ist mit der Handelsschifffahrt eng verbunden, denn die meisten Handelsschiffe betrieben nicht die Händler selbst, sondern am Warenhandel nicht unmittelbar beteiligte Reeder. Da der Inhalt eines Frachtvertrags in verkürzter Form im Frachtbrief wiedergegeben ist, gab es beim Landtransport und in der Binnenschifffahrt die ersten Frachtverträge, bevor sie im Eisenbahn-, Luft- und zuletzt auch im Seetransport eingeführt wurden. Ein erster Vorläufer der Charter-Partie tauchte im Jahre 236 nach Christus in Italien auf. Es handelte sich um eine geteilte Urkunde (italienisch carta partita), eine im Zickzack zerschnittene Doppelurkunde, von welcher der Befrachter und Verfrachter je einen Teil erhielten. Erst wenn jemand die zusammengefügte Urkunde präsentieren konnte, besaß er das Verfügungsrecht über die Fracht. Auch das rhodische Seerecht kannte ab 600 den Vorläufer der Charter-Partie.
Das rhodische Seerecht (lateinisch lex Rhodia) von Rhodos galt als das erste und umfassendste Seerecht überhaupt. Rhodos war dem Historiker Strabon (etwa 63 v. Chr. – nach 23 n. Chr.) zufolge wegen seiner gesetzlichen Ordnung und des Seewesens berühmt. Isidor von Sevilla sprach nach 560 n. Chr. davon, dass es rhodische Gesetze über den Seehandel gebe. Es beinhaltete unter anderem Regelungen über die Havarie und sogar über Schiffshypotheken. Erste Belege finden sich über das Rhodische Seerecht in den Digesten des römischen Corpus Iuris Civilis. Der Frachtkontrakt galt hier als Konsensualvertrag im Rahmen des Dienst- und Werkvertragsrechts (lateinisch Locatio conductio), das auch auf den Seefrachtvertrag anwendbar war. Im Streitfall klagte der durch Seewurf benachteiligte Befrachter (lateinisch locator) gegen den Verfrachter (lateinisch conductor) darauf, dass dieser beim begünstigten Befrachter den geschuldeten Schaden (lateinisch contributio) einforderte. Hierin übernahmen die Römer vermutlich im 1. Jahrhundert v. Chr. das Rhodische Seerecht in ihr römisches Recht auch die „große Haverei“ (lateinisch Lex Rhodia de iactu), die der Jurist Lucius Volusius Maecianus verfasste. Ausweislich der spätantiken Digesten lobte Ulpian den Nutzen von Schiffsfrachtverträgen und beschrieb die Haftung der Reeder und Schiffer.
Im Mittelalter entstanden zwischen 1160 und 1286 die Rôles d’Oléron, die heute als älteste schriftliche Fixierung von Seerechtssätzen gelten. Sie beschrieben das Gewohnheitsrecht auf See, die Handelsbräuche des Seehandels und beinhalteten einen Katalog von Bußbestimmungen bei Zuwiderhandlungen. Das Seerecht von Wisby (schwedisch Waterrecht tho Wisby) erschien wohl nach 1350 und enthielt einen Teil aus Lübecker Satzungen und auch der Rôles d’Oléron. Das alte Hanseatische Seerecht entstand 1591 und wurde 1614 revidiert.
In England erbat eine Petition an Königin Elisabeth I. um die Erlaubnis, in den Indischen Ozean segeln zu dürfen. Durch diese Erlaubnis segelten im Jahre 1591 drei Schiffe von England um das Kap der Guten Hoffnung in das Arabische Meer. Die im Dezember 1600 gegründete British East India Company organisierte den intensivierten Handel mit Indien. Bereits im März 1602 folgte die Gründung der Niederländische Ostindien-Kompanie, die sich auf den Seehandel mit Südostasien spezialisierte. Beide vereinheitlichten – jede für sich – das Seehandelsrecht.
Das Allgemeine Preußische Landrecht (APL) vom Juni 1794 beinhaltete auch den Seehandel. Nach II 8, § 1658 APL war dem Befrachter ein „Empfangsschein, oder sogenanntes Connoissement“ auszustellen. Das ADHGB vom Mai 1861 regelte in den Art. 557 ff. ADHGB den Seefrachtvertrag, wobei es bereits zwischen Raum- und Stückgutfrachtvertrag unterschied („Chartepartie“, Art. 558 ADHGB). Art. 607 ADHGB sah vor, dass der Frachtführer nicht für höhere Gewalt auf See haften musste. Gemäß Art. 480 ADHGB und Art. 481 ADHGB hatte der Verfrachter („Schiffer“) für Seetüchtigkeit bzw. Ladungstüchtigkeit des Schiffs zu sorgen. Dem Verfrachter stand gemäß Art. 624 ADHGB ein gesetzliches Pfandrecht am Frachtgut wegen nicht bezahlter Fracht zu. Das Konnossement regelten die Art. 645 ff. ADHGB.
Im Jahre 1864 entstanden in York die York Antwerp Rules (YAP), die bis 1877 in Antwerpen ausgearbeitet und 1890 mit der Empfehlung veröffentlicht wurden, sie allen Seefrachtverträgen zugrunde zu legen. Sie betreffen die Versicherung großer Havereien und verteilen die Schäden an Schiff und Ladung. Seit dem frühen 20. Jahrhundert beschäftigte man sich wissenschaftlich mit den Seefrachtverträgen, so etwa 1905 mit der Seetüchtigkeit.
Die Bestimmungen des ADHGB wurden vom HGB im Januar 1900 fast wörtlich übernommen. Der Seefrachtvertrag bezog sich auf das ganze Schiff oder einen Teil hiervon oder auf einzelne Güter („Stückgüter“; § 557 HGB a. F.), worüber eine Charter-Partie auszustellen war.

## Rechtsfragen
Das allgemeine Handelsrecht und das Bürgerliche Gesetzbuch (BGB) werden durch das Seehandelsrecht nicht vollständig verdrängt, sondern gelten subsidiär. Eine allgemeine Regelung des BGB oder des Handelsrechts findet deshalb nur Anwendung, wenn das Seehandelsrecht (lex specialis) keine speziellere Regelung enthält.
Der Seefrachtvertrag ist ein Sonderfall des Werkvertrages. Beteiligte an einem Seefrachtvertrag sind der Exporteur als Befrachter (englisch shipper), der Seefrachtführer als Verfrachter (englisch carrier) und der Importeur als  Empfänger (englisch consignee). Der Seefrachtvertrag ist ein echter Vertrag zugunsten eines Dritten, nämlich des Empfängers des Frachtgutes, der selbst jedoch nicht unmittelbar am Vertragsabschluss beteiligt ist.
Das deutsche Seehandelsrecht des HGB nahm im April 2013 eine internationale Rechtsangleichung vor, die sich auch auf den Seefrachtvertrag erstreckte. Durch den Stückgutfrachtvertrag wird der Verfrachter gemäß § 481 Abs. 1 und 2 HGB verpflichtet, das Frachtgut mit einem Seeschiff über See zum Bestimmungsort zu befördern und dort dem Empfänger abzuliefern, während der Befrachter die Fracht zu zahlen hat. Der Befrachter hat dem Verfrachter vor Übergabe des Frachtgutes die für die Durchführung der Beförderung erforderlichen Angaben zum Gut zu machen, insbesondere in Textform Angaben über Maß, Zahl oder Gewicht sowie über Merkzeichen und die Art des Gutes (§ 482 Abs. 1 HGB).
Der Verfrachter hat nach § 483 HGB dafür zu sorgen, dass das Schiff in seetüchtigem Stand, also gehörig eingerichtet, ausgerüstet, bemannt und mit genügenden Vorräten versehen ist. Zudem müssen sich die Laderäume einschließlich der Kühl- und Gefrierräume sowie alle anderen Teile des Schiffs in dem für die Aufnahme, Beförderung und Erhaltung der Güter erforderlichen Zustand befinden (Ladungstüchtigkeit). Nach Ankunft des Frachtgutes am Löschplatz ist der Empfänger berechtigt, vom Verfrachter zu verlangen, ihm das Gut gegen Erfüllung der Verpflichtungen aus dem Stückgutfrachtvertrag abzuliefern (§ 494 Abs. 1 HGB). Dem Verfrachter steht für alle Forderungen aus dem Stückgutfrachtvertrag gemäß § 495 Abs. 1 HGB ein gesetzliches Pfandrecht an dem ihm zur Beförderung übergebenen Gut des Befrachters zu.
Nach § 513 Abs. 1 HGB hat der Befrachter oder Ablader Anspruch auf Ausstellung eines Konnossements. Dokumente der Seefracht sind außer dem Konnossement der Seefrachtbrief und die Charter-Partie. Sie sind Wertpapier (Konnossement), Warenbegleitpapier und Abladebestätigung (Seefrachtbrief, Charter-Partie) und Sperrpapier (Konnossement, Seefrachtbrief).
Die „Große Haverei“ ist in den §§ 588 ff. HGB geregelt, wobei die York Antwerp Rules (YAP) im Seefrachtvertrag berücksichtigt sind.

## Sonderregelungen
Im internationalen Getreidehandel werden überwiegend Verträge nach den GAFTA-Regeln geschlossen; der Financial Express zufolge werden 80 Prozent des Welthandels mit Getreide und ein wesentlicher Anteil der Futtermittel mit GAFTA-Bedingungen gehandelt. Öle, Ölsaaten und Fette werden häufig nach den FOSFA-Verträgen gehandelt.